# Guercino
Giovanni Francesco Barbieri známý jako Il Guercino (8. února 1591 Cento – 22. prosince 1666 Bologna) byl italský barokní malíř.
Guercino byl jeden z nejvýznamnějších představitelů italského baroka, následovník Caravaggia. Přezdívka „Il Guercino“ znamená šilhavý. Malíř skutečně neměl příliš dobrý zrak, ale maloval skvělé obrazy s vynikajícím použitím světla a stínu. Vybíral si scény koupelí, náboženské výjevy, portréty a další motivy.

## Životopis
Guercino se narodil v malé vesnici Cento mezi Bolognou a Ferrarou. Pro svou oční vadu – trpěl totiž strabismem, tedy šilhavostí – dostal už v raném věku přezdívku Il Guercino, anglicky squinter. Byl malířský samouk, od svých 16 let pracoval jako učeň v dílně Benedetta Gennari, malíře bolognské školy. V roce 1615 odešel Guercino malovat do Bologny. Jeho práci zde ocenil Ludovico Carracci. Guercino namaloval dvě velká plátna Elijah Fed Ravens a Samson seized by Philistines určená pro kardinála Serra, papežského legáta ve Ferraře. Plátna mají naturalistický caravaggiovský styl, ačkoli je nepravděpodobné, že by Guercino viděl jakékoli z římských Caravaggiových prací. On sám často tvrdil, že jeho raný styl byl ovlivněn plátnem Ludovica Carracci, které viděl v kapucínském kostele v Cento. Některé z jeho pozdějších prací jsou blíže stylu jeho současníka Guido Reniho a jsou vytvořeny s lehkostí a jasností.

## Kariéra

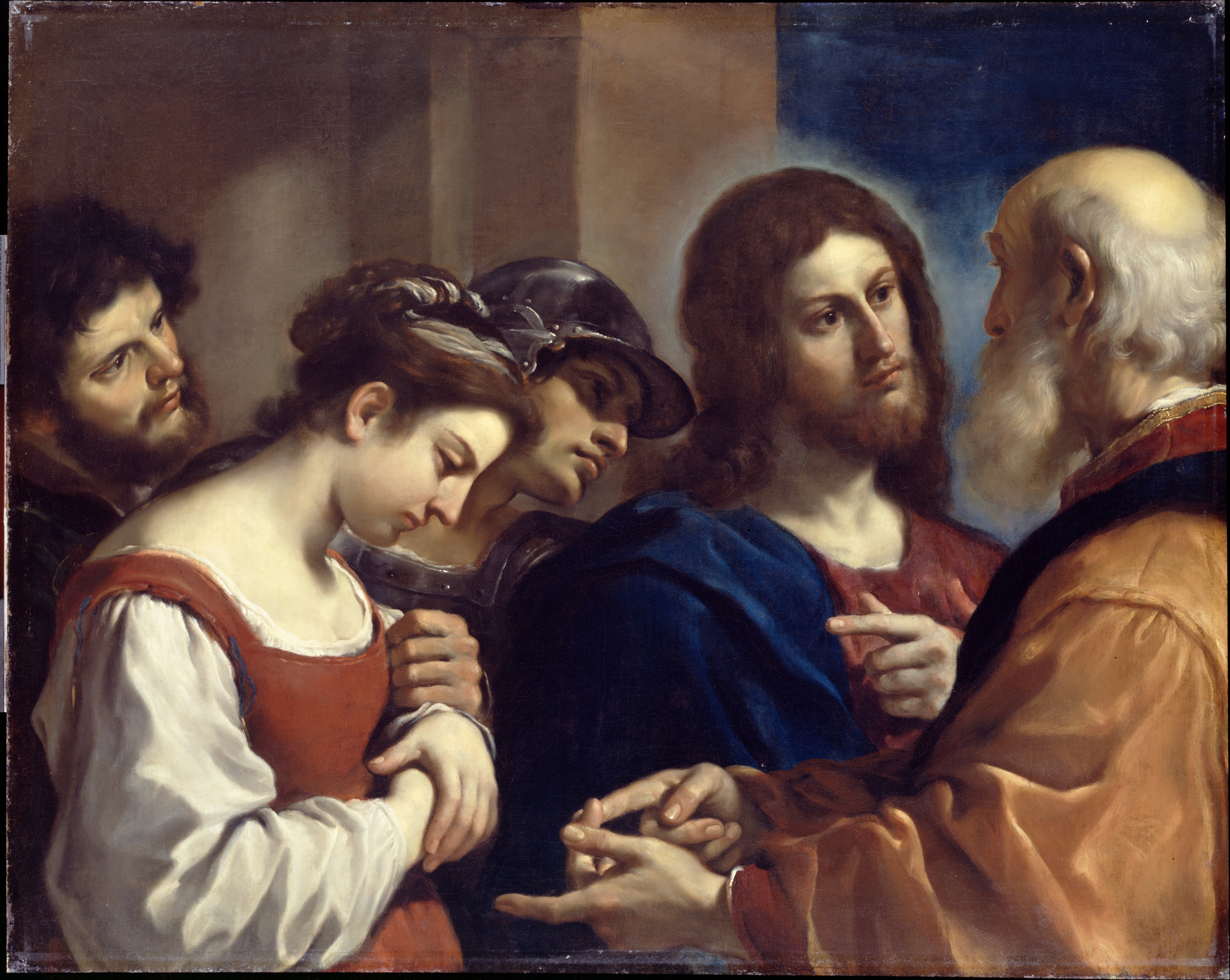
Guercino – Cizoložnice (The Woman taken in Adultery), Dulwich Picture Gallery

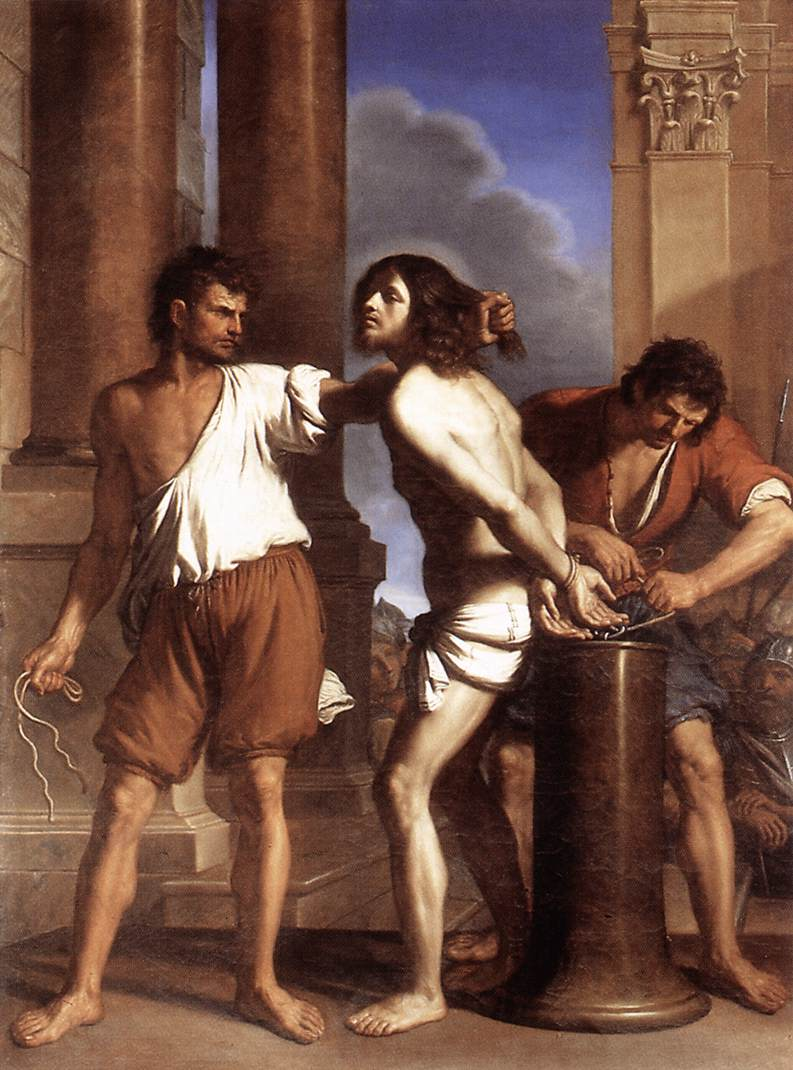
Guercino – Bičování Krista

Obraz Arcadian Shepherds (Et v Arcadia ego) Guercino namaloval v roce 1618 a ve stejném roce vytvořil i obraz The Flaying of Marsyas by Apollo pro Palazzo Pitti ve Florencii. Svou dramatičností se řadí k typickým Guercinovým plátnům raného období na rozdíl od jeho prací z pozdějšího období. Gurcino dostal od bolognského markýze Enza Bentivoglio doporučení pro papeže Řehoře XV. (rodným jménem Alessandro Ludovisi, (9. ledna 1554 – 8. července 1623). Rodina Bentivogli de facto vládla v Bologny a byla zodpovědná za to, že město získalo svou politickou autonomii během období renesance. Roky strávené v Římě, tedy mezi lety 1621–23 byly pro Guercina velmi produktivní. Z tohoto období jsou jeho fresky Aurora v kasinu Casino di Villa Boncompagni Ludovisi ve vile Villa Ludovisi, strop v San Crisogono (1622) San Chrysogonus in Glory, Portrét papeže Řehoře XV. (Nyní v Getty Museum) a The Burial of St. Petronilla – Pohřeb svaté Petronily, oltářní obraz pro baziliku svatého Petra v Římě, nyní v Museo Capitolini, který je považován za jeho mistrovské dílo. Po smrti Řehoře XV. se Guercino vrátil do svého rodného města. V roce 1626 začal tvořit fresky v katedrále v Piacenze. Podrobnosti o jeho kariéře po roce 1629 jsou dobře zdokumentovány v účetní knize Libro dei Conti di Casa Barbieri, kterou Guercino a jeho bratr Paolo Antonio Barbieri aktualizovali a která se zachovala. Giovanni Battista Pasqualini vytvořil mezi roky 1618 až 1631 celkem 67 rytin, které dokládají počáteční tvorbu Guercina. Tato díla v účetní knize Libro dei Conti di Casa Barbieri nejsou. V roce 1642, po smrti Guida Reniho, Guercino přestěhoval svou objednávkami vytíženou dílnu do Bologni a stal se hlavním malířem města. V roce 1655 mu františkánský řád Reggio zaplatil 300 dukátů za oltářní obraz Saint Luke Displaying a Painting of the Madonna and Child (Svatý Lukáš a Madona s dítětem, nyní v Nelson-Atkins Museum of Art v Kansas City.) Corsini mu také zaplatil 300 dukátů za  Flagellation of Christ (Bičování Krista)  namalovaný v roce 1657.

## Tvorba a styl
Guercino byl v malbě pozoruhodně rychlý a pilný. Vytvořil nejméně 106 velkých oltářních obrazů pro kostely, a asi 144 dalších obrazů. Byl také velmi plodný kreslíř. Jeho tvorba zahrnuje mnoho perokreseb červenou rudkou. Většinou jde o přípravné studie pro obrazy, ale kreslil také krajiny, žánrové scény z každodenního života i karikatury pro své vlastní potěšení. Guercinovy kresby jsou známé pro svůj plynulý styl, ve kterém „formu zvýrazňují rychlé, kaligrafické tahy pera v kombinaci s tečkami, čárkami, a paralelním šrafováním (Griswold 1991)“.

## Smrt a hrob

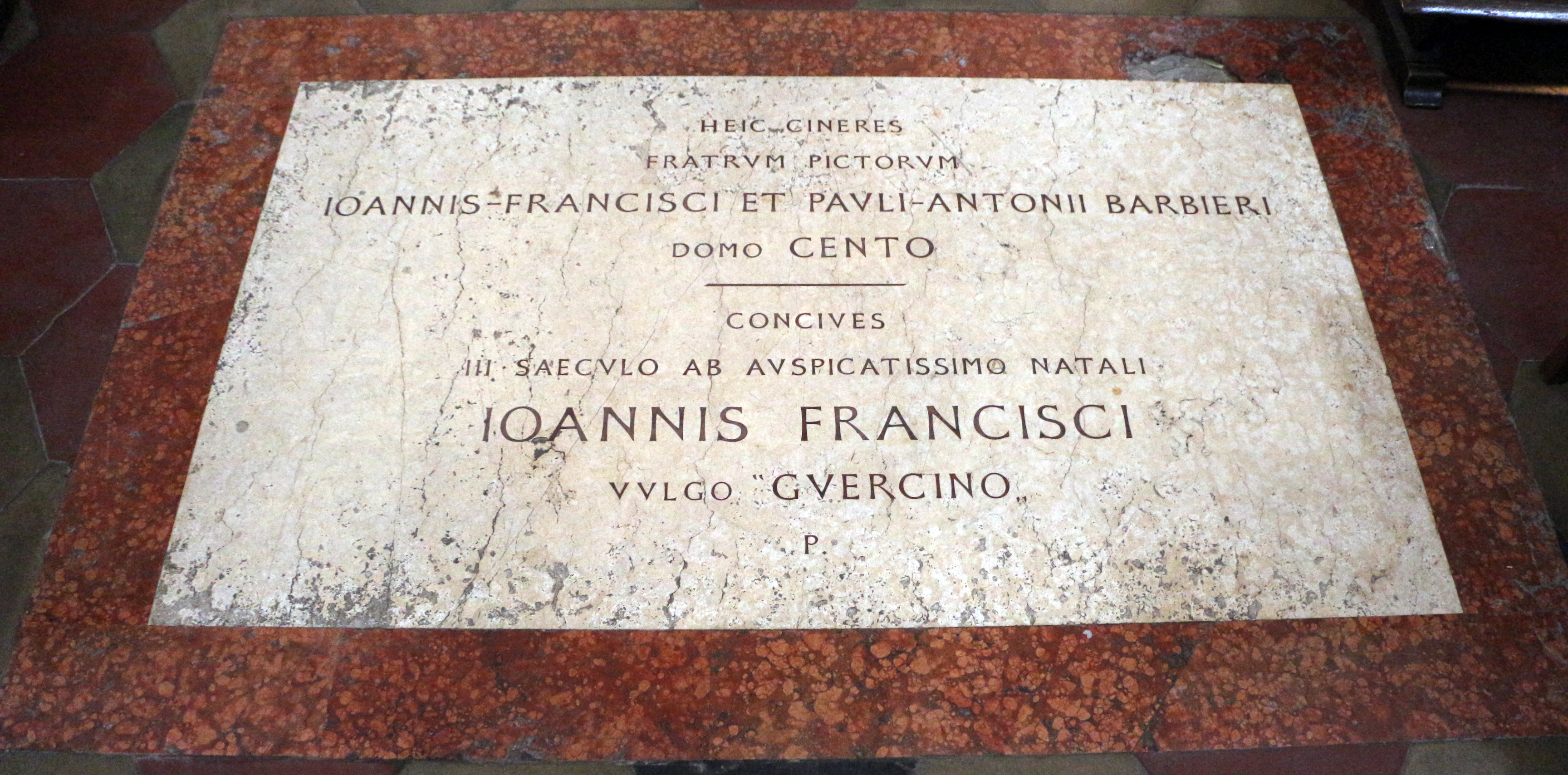
Náhrobní deska

Guercino maloval a učil až do své smrti v roce 1666. Byl podle svého přání pohřben společně se svým bratrem do rodinné hrobky uprostřed v chrámu Spasitele (chiesa di San Salvatore) u augustiniánů kanovníků v Bologni.
Neustále hromadil majetek, nikdy se neoženil, a proto jeho majetek zdědili synovci a žáci Benedetto Gennari II a Cesare Gennari.
Mezi jeho další žáky patřili Giulio Coralli, Giuseppe Bonati z Ferrary, Cristoforo Serra z Ceseny, otec Cesara Pontiho z Ferrary, Sebastiano Ghezzi, Sebastiano Bombelli, Lorenzo Bergonzoni z Bologny, Francesco Paglia z Brescie, Benedetto Zallone z Centa a Matteo Loves.

## Galerie (výběr)

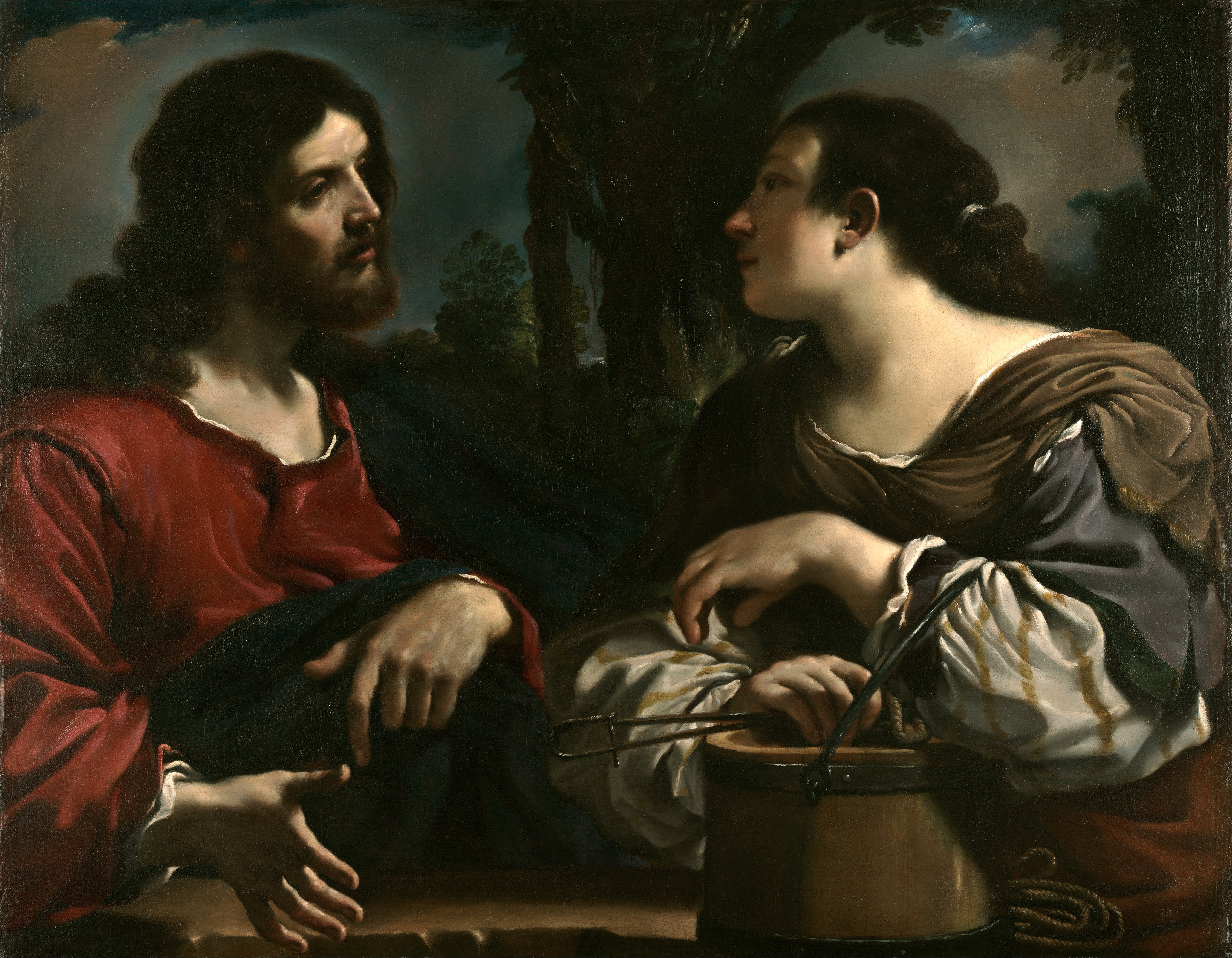
Kristus a žena ze Samaří, ovlivněn Caravaggiem
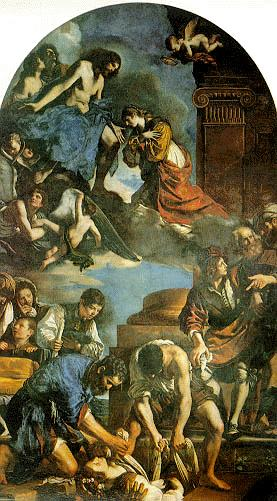
Pohřeb svaté Petronilly, oltářní obraz pro Vatikán
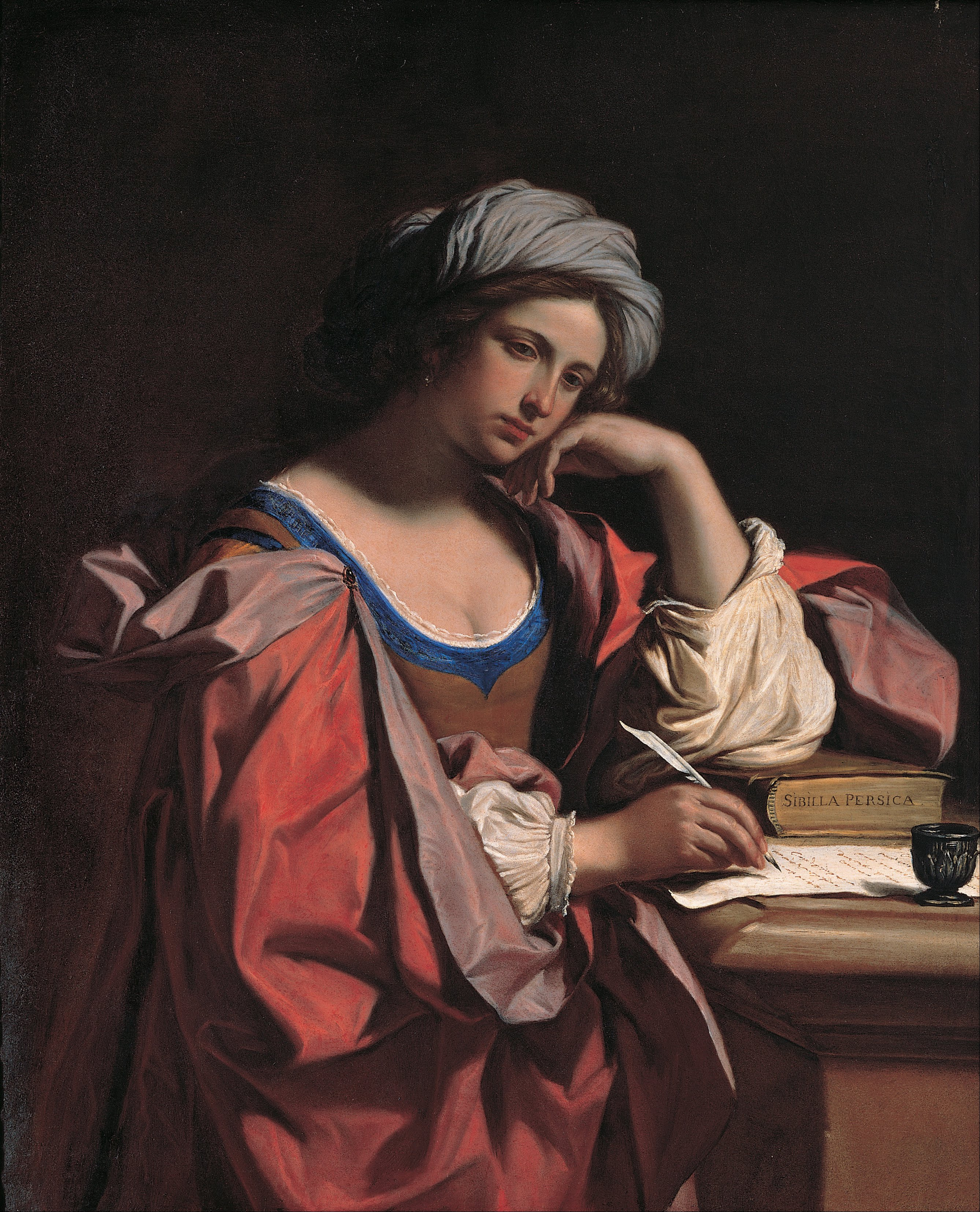
Perská sibyla (The Persian Sibyl)
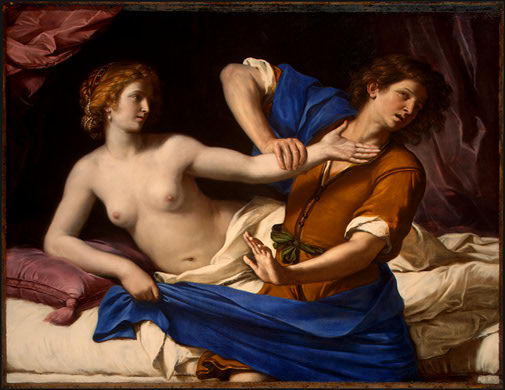
Josef a žena Putifarova (Joseph and Potiphar's Wife), 1649
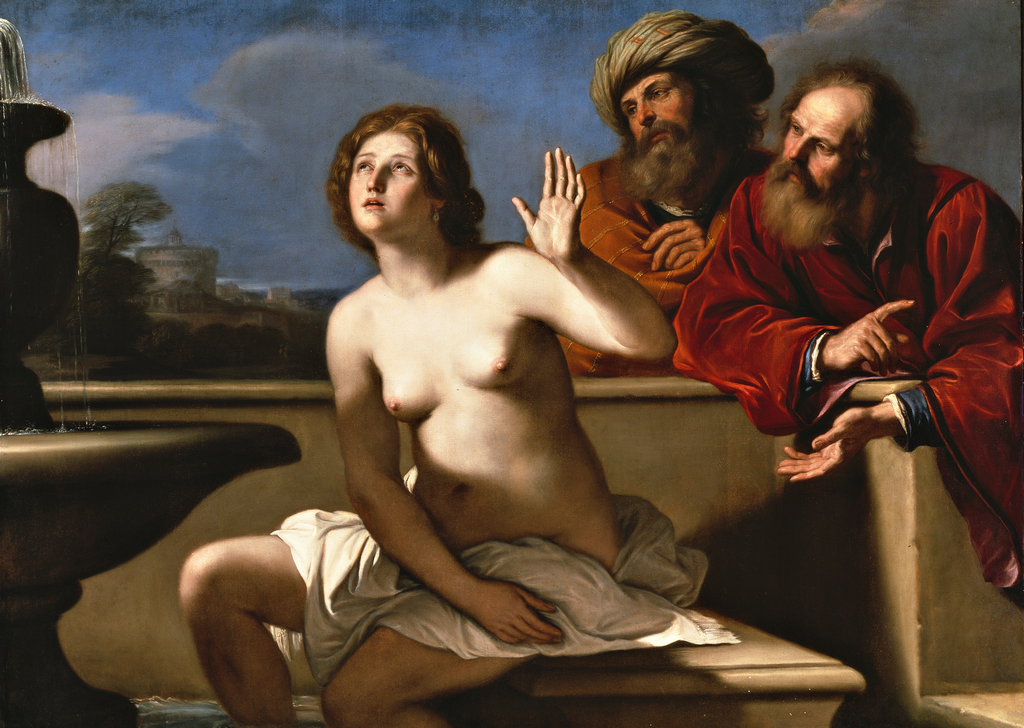
Zuzana a starci (Suzanna and The Elders Parma), 1617
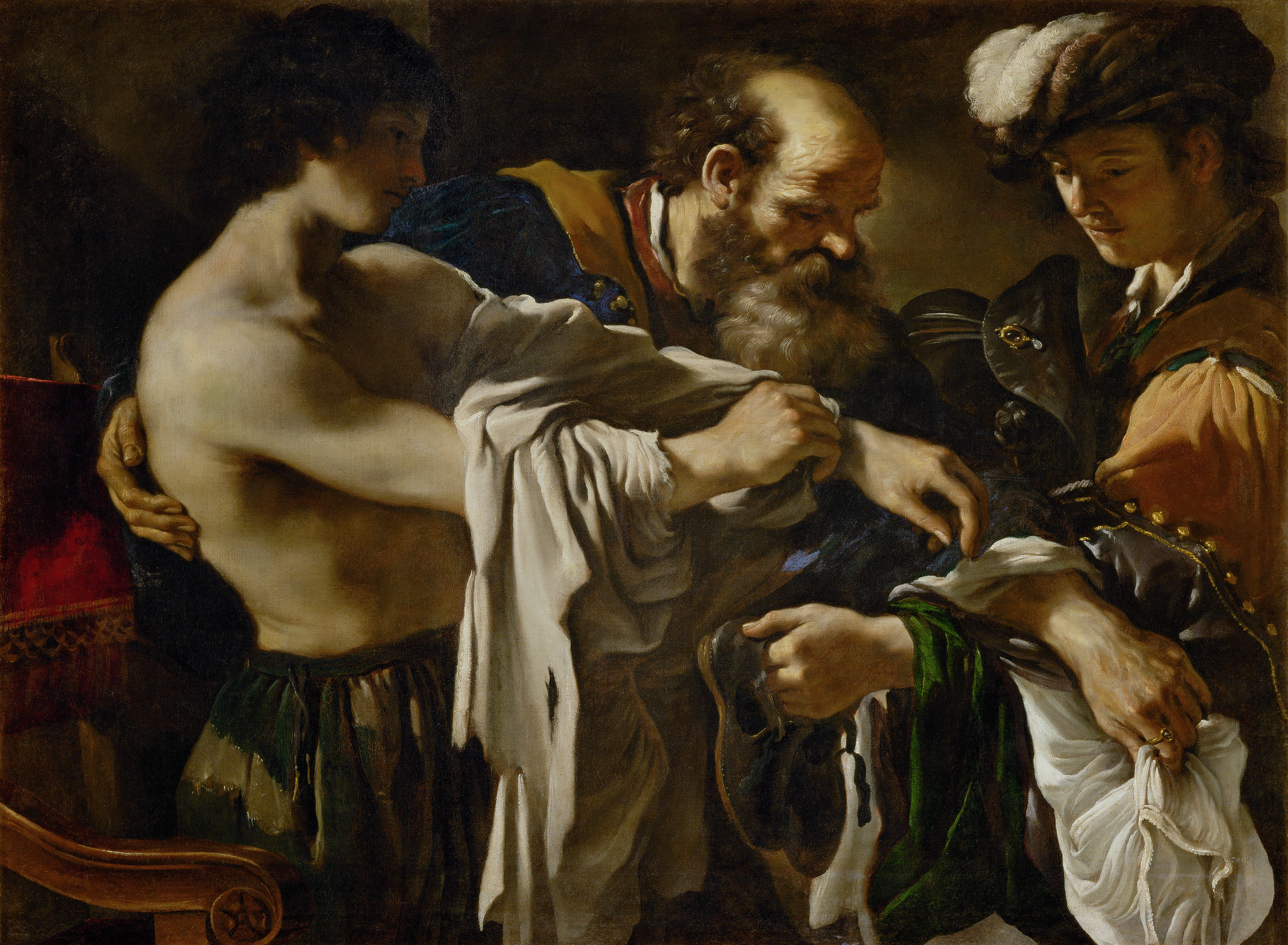
Návrat ztraceného syna( Return of the Prodigal Son), 1619
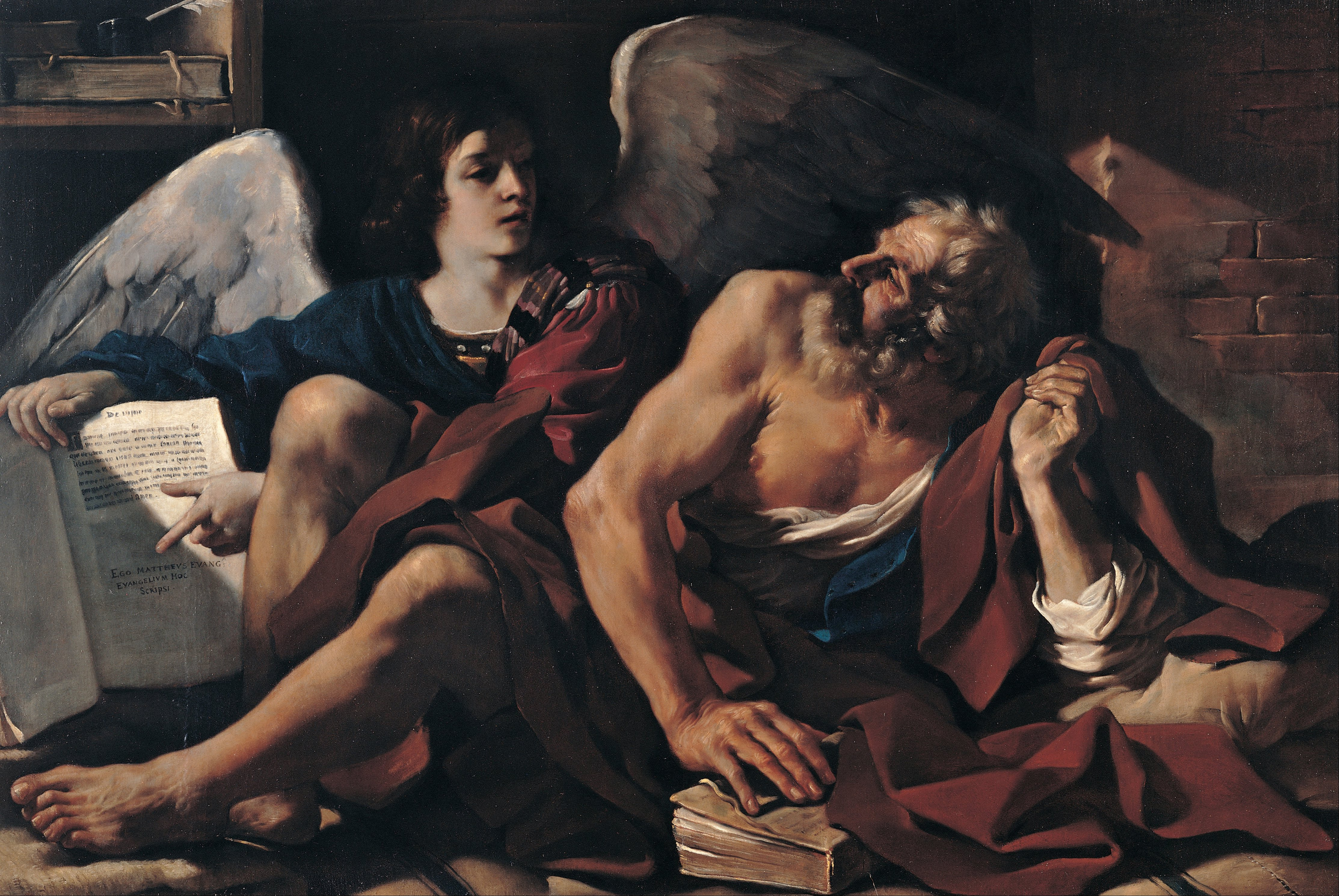
Svatý Matouš s andělem (Saint Matthew and the Angel), 1622
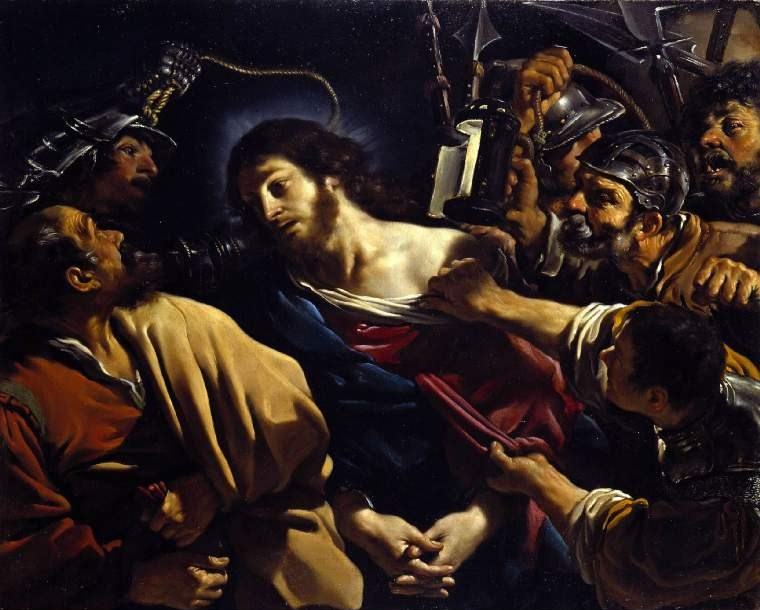
Zatčení Krista (Capturing Christ)
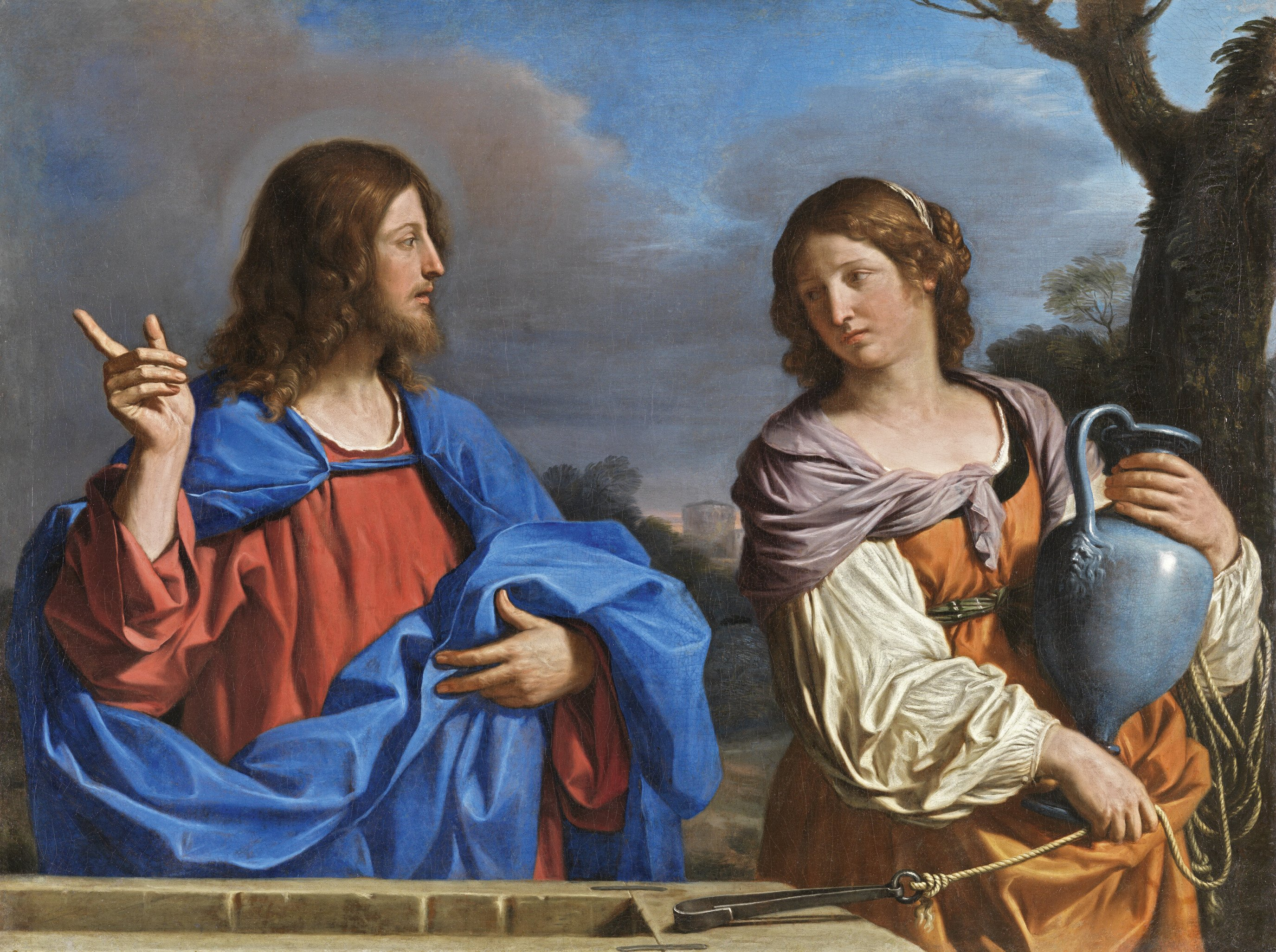
Kristus a žena ze Samaří II (Christ and the Woman of Samaria II)
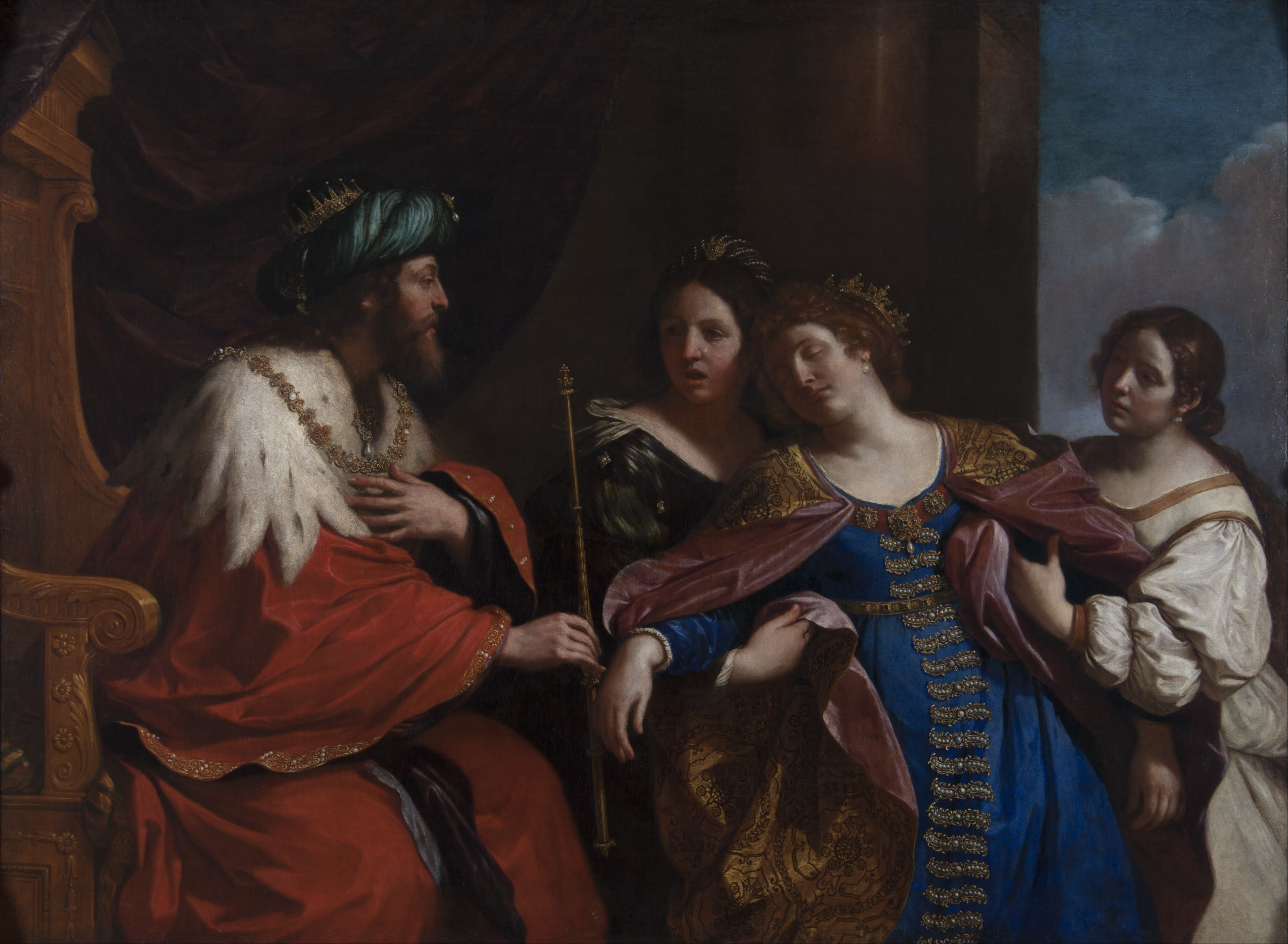
Ester před Ahasverem, 1639
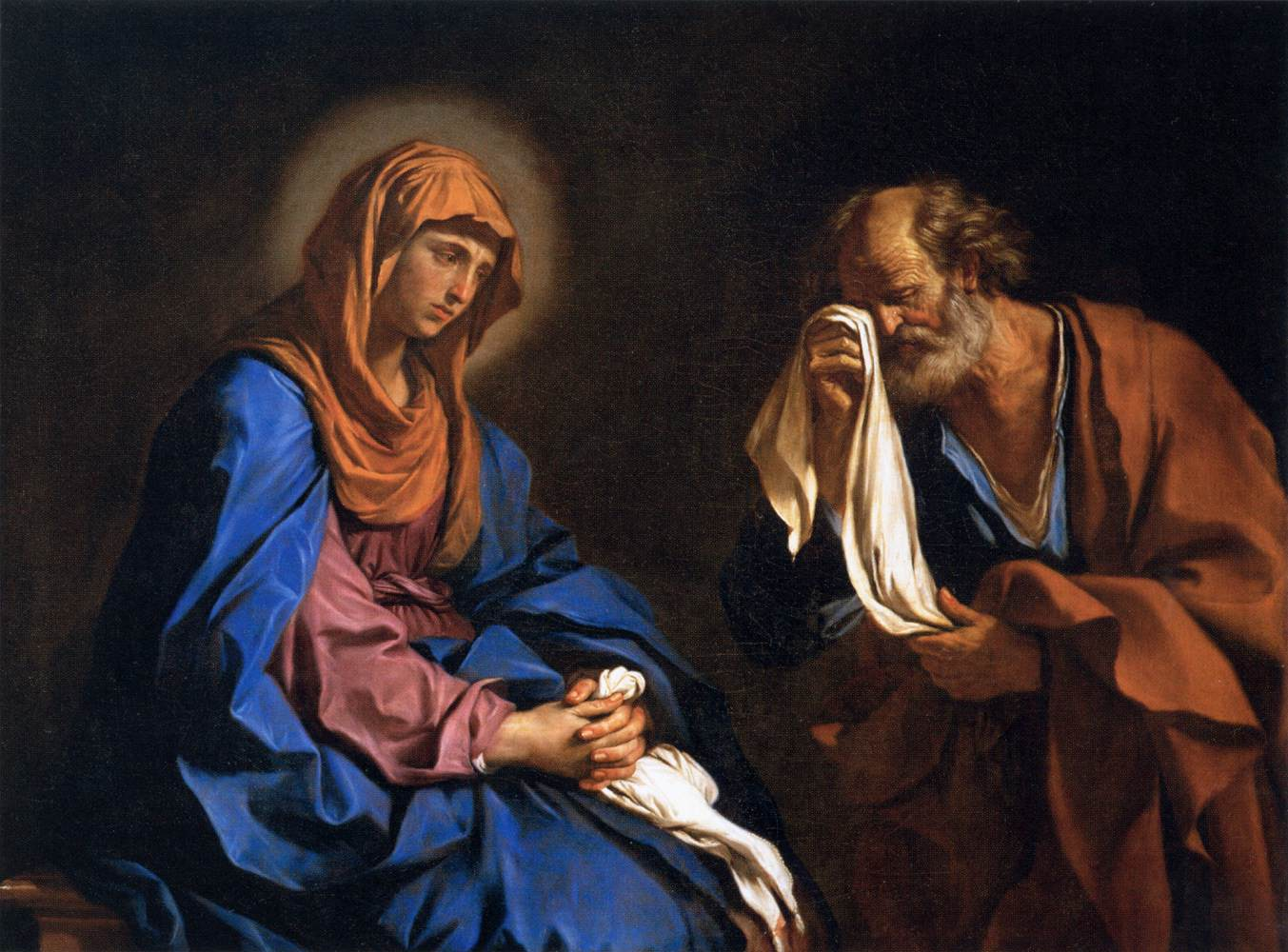
Svatý Petr plačící před Pannou Marií (St Peter Weeping before the Virgin), 1647
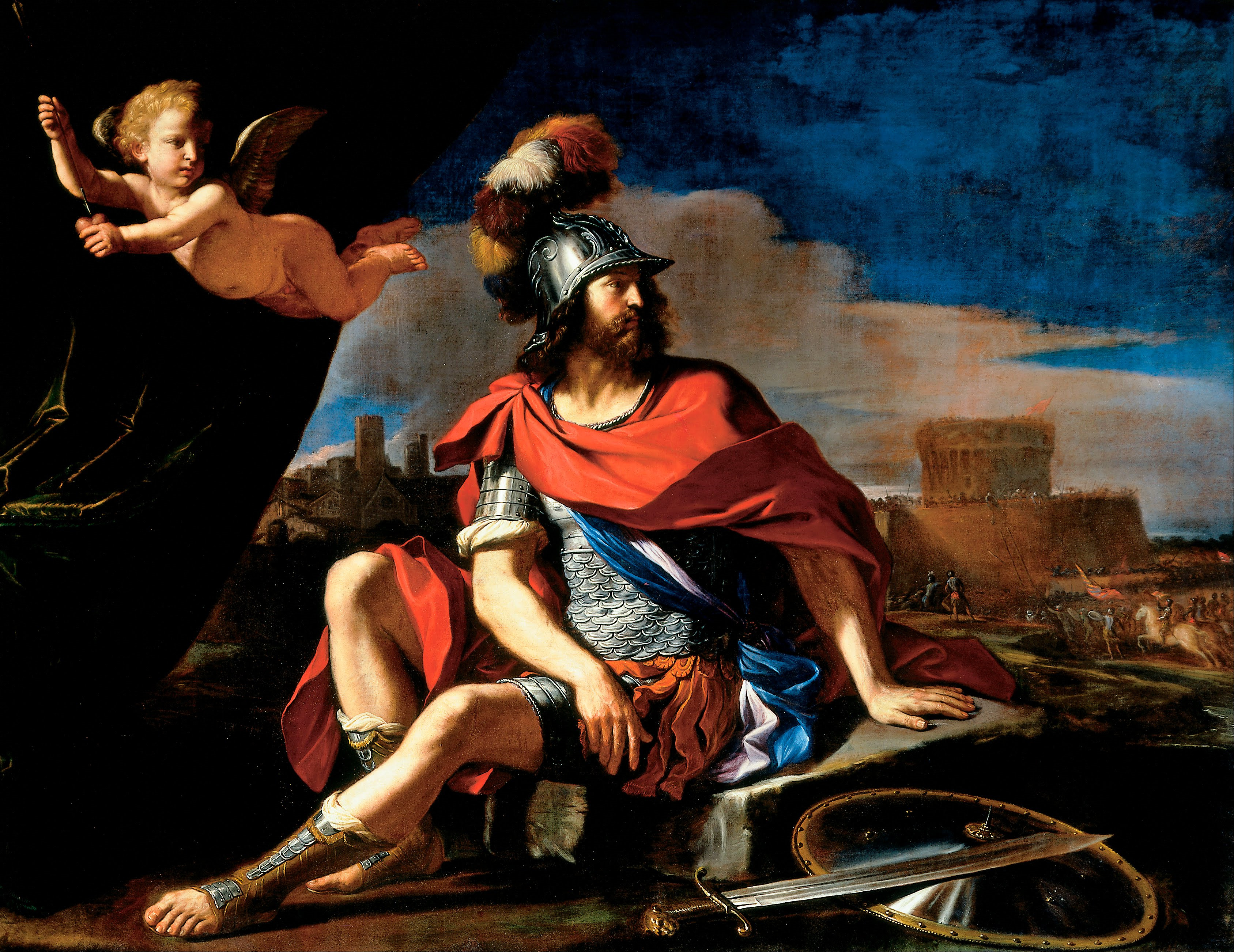
Mars s kupidem (Mars with Cupid), 1649
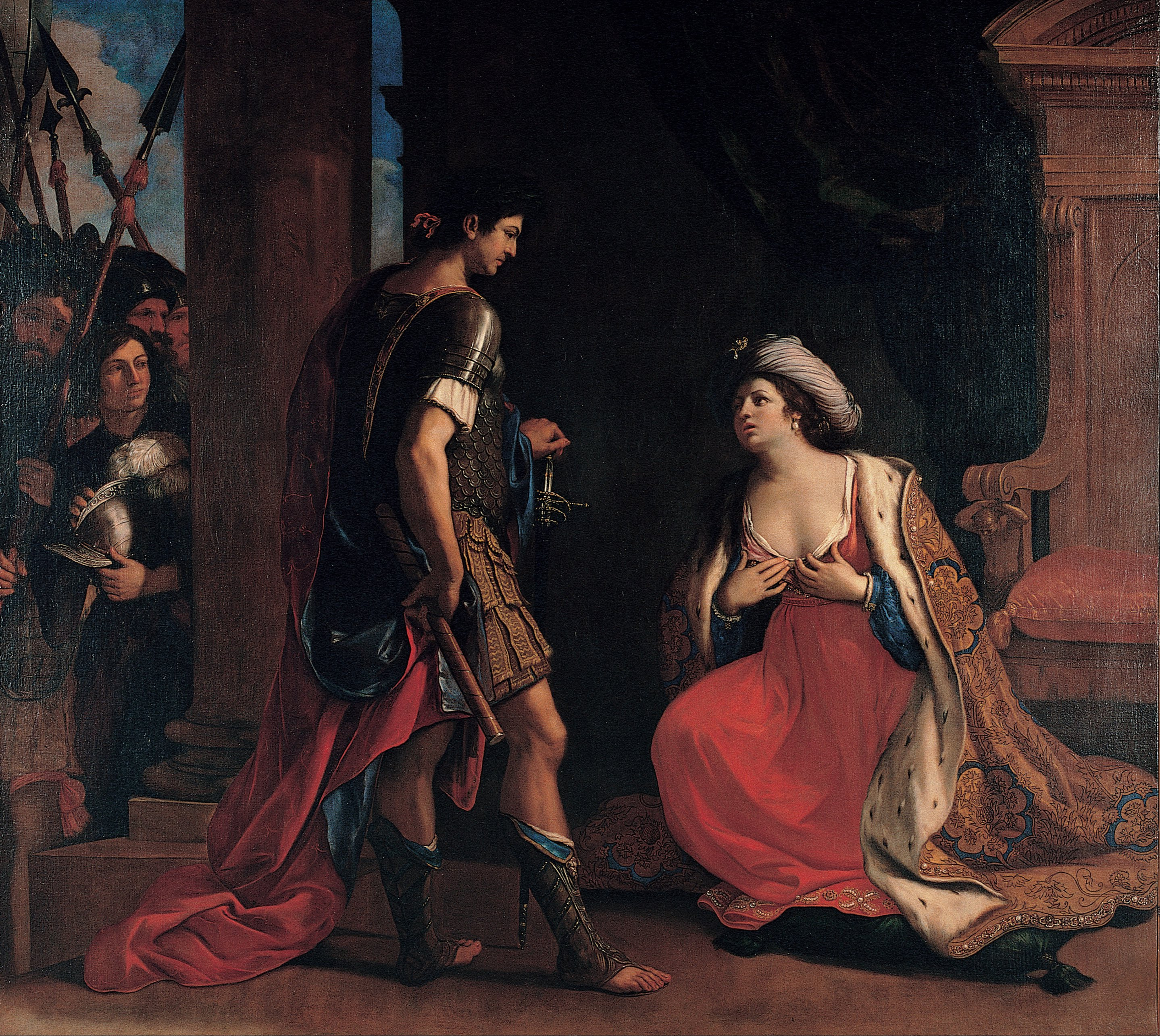
Kleopatra a Oktavian (Cleopatra and Octavian), 1649
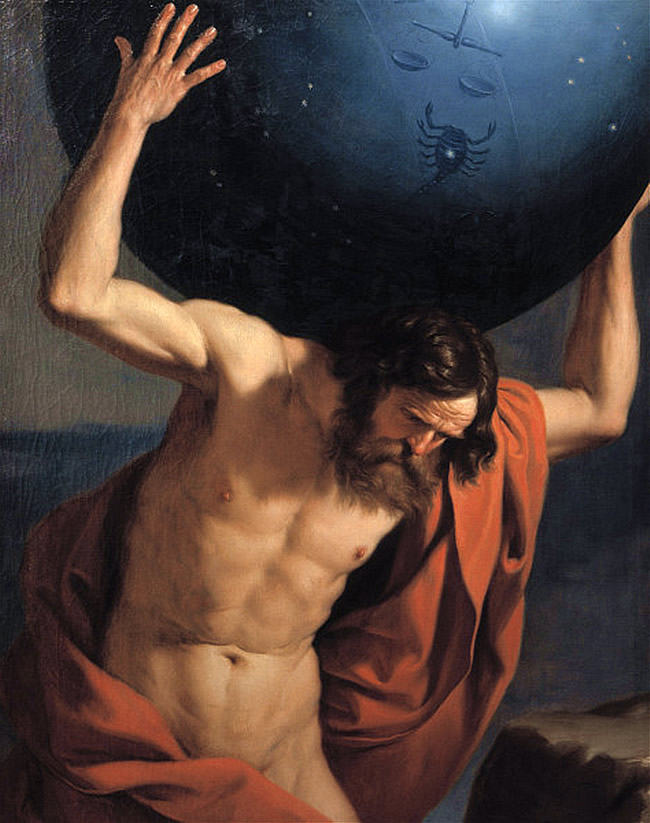
Atlas drží nebeskou sféru (Atlas holding up the celestial globe), 1646
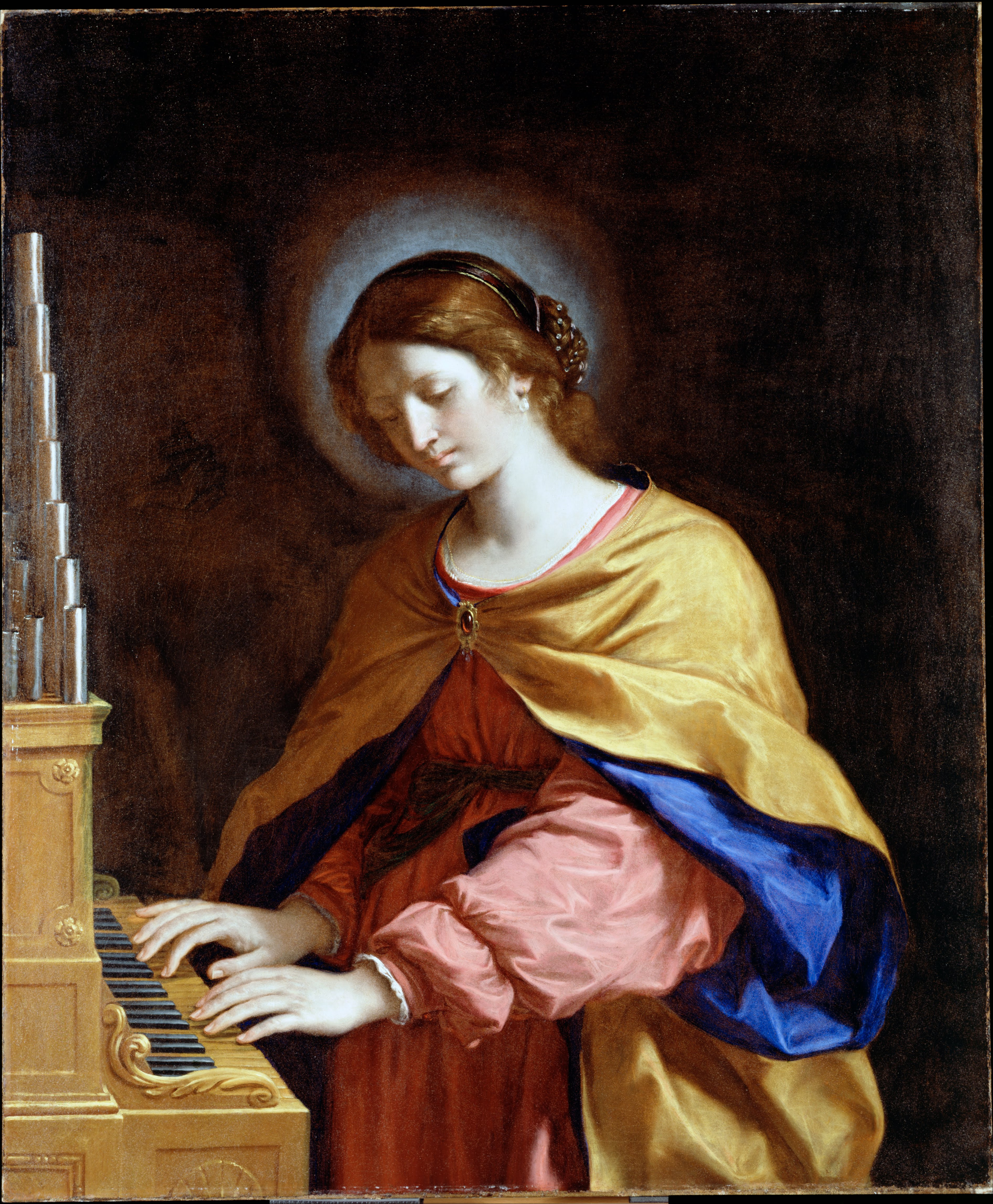
Svatá Cecilie (St. Cecilia), 1649
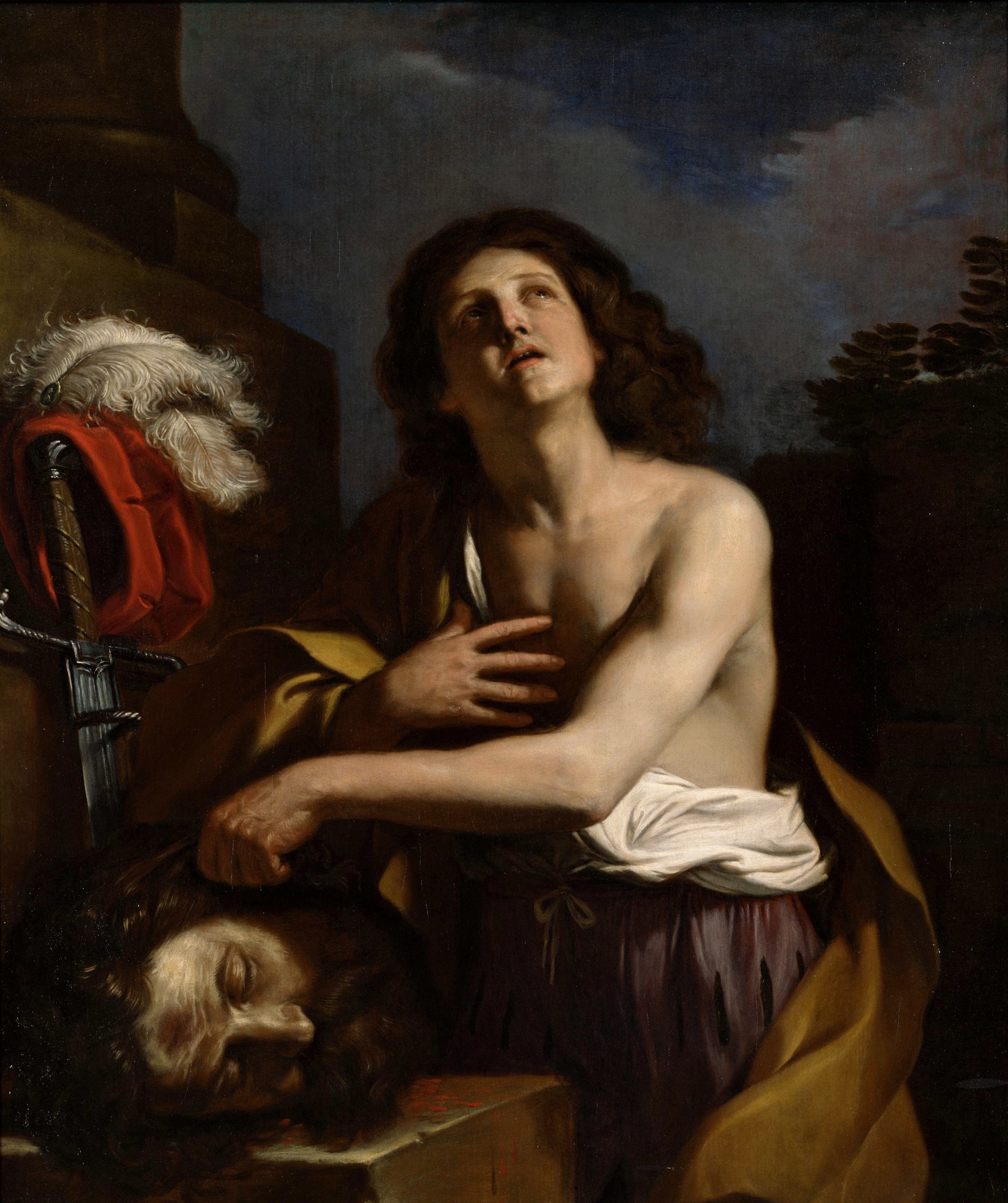
David s hlavou Goliáše (David with the Head of Goliath),kolem 1650
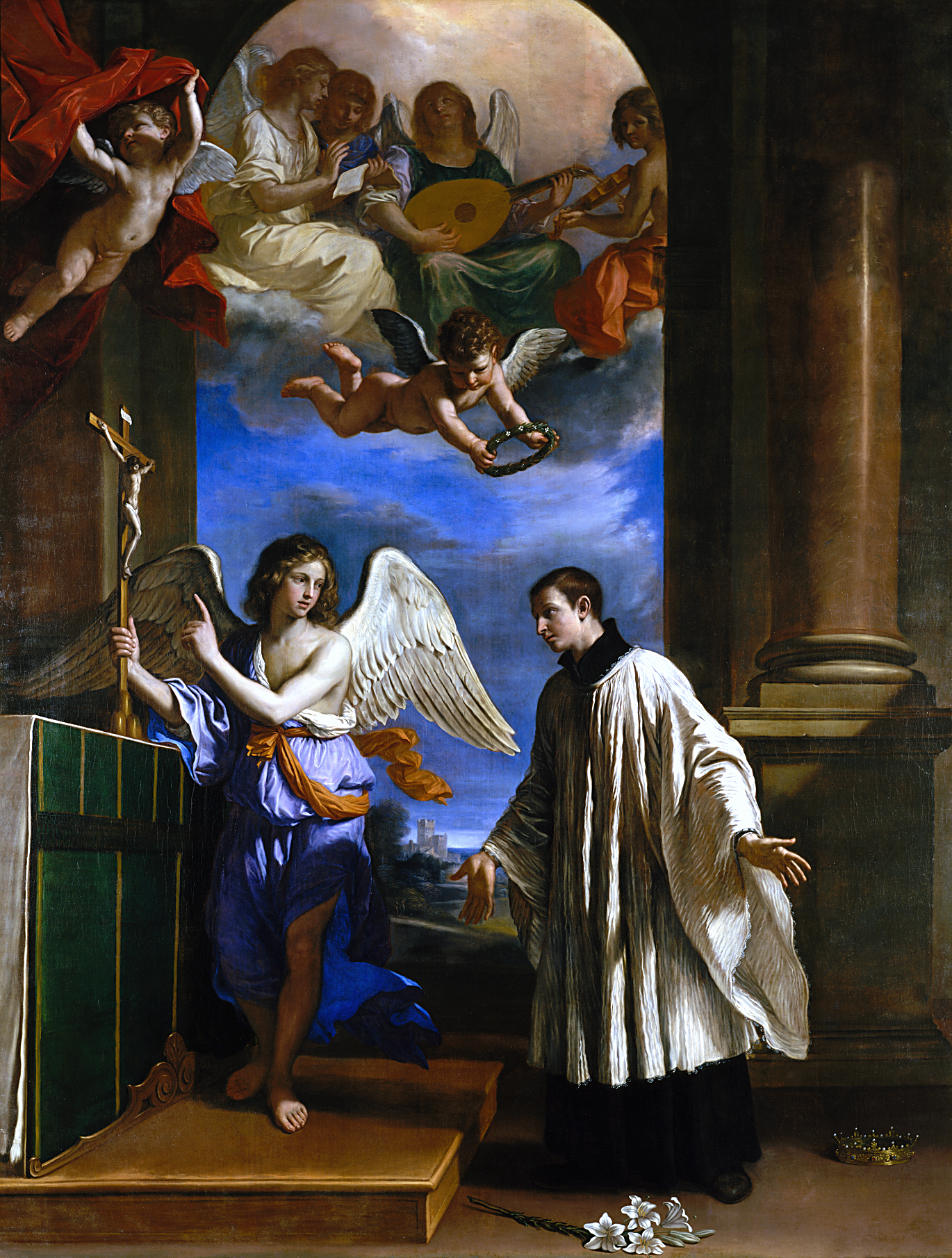
Povolání svatého Aloise Gonzagy (The Vocation of Saint Aloysius Gonzaga), 1650
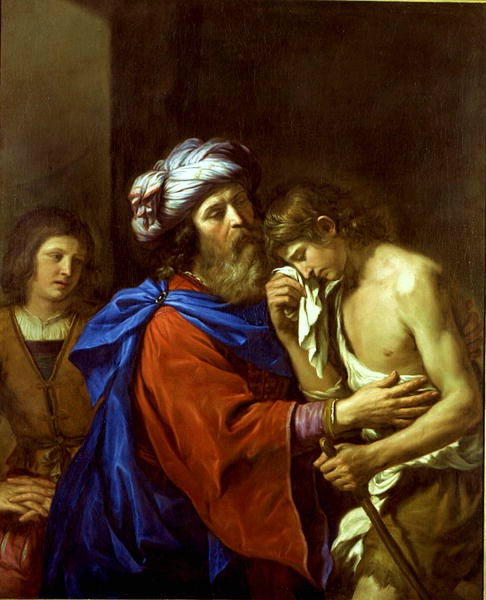
Návrat ztraceného syna (The Return of the Prodigal Son), 1651
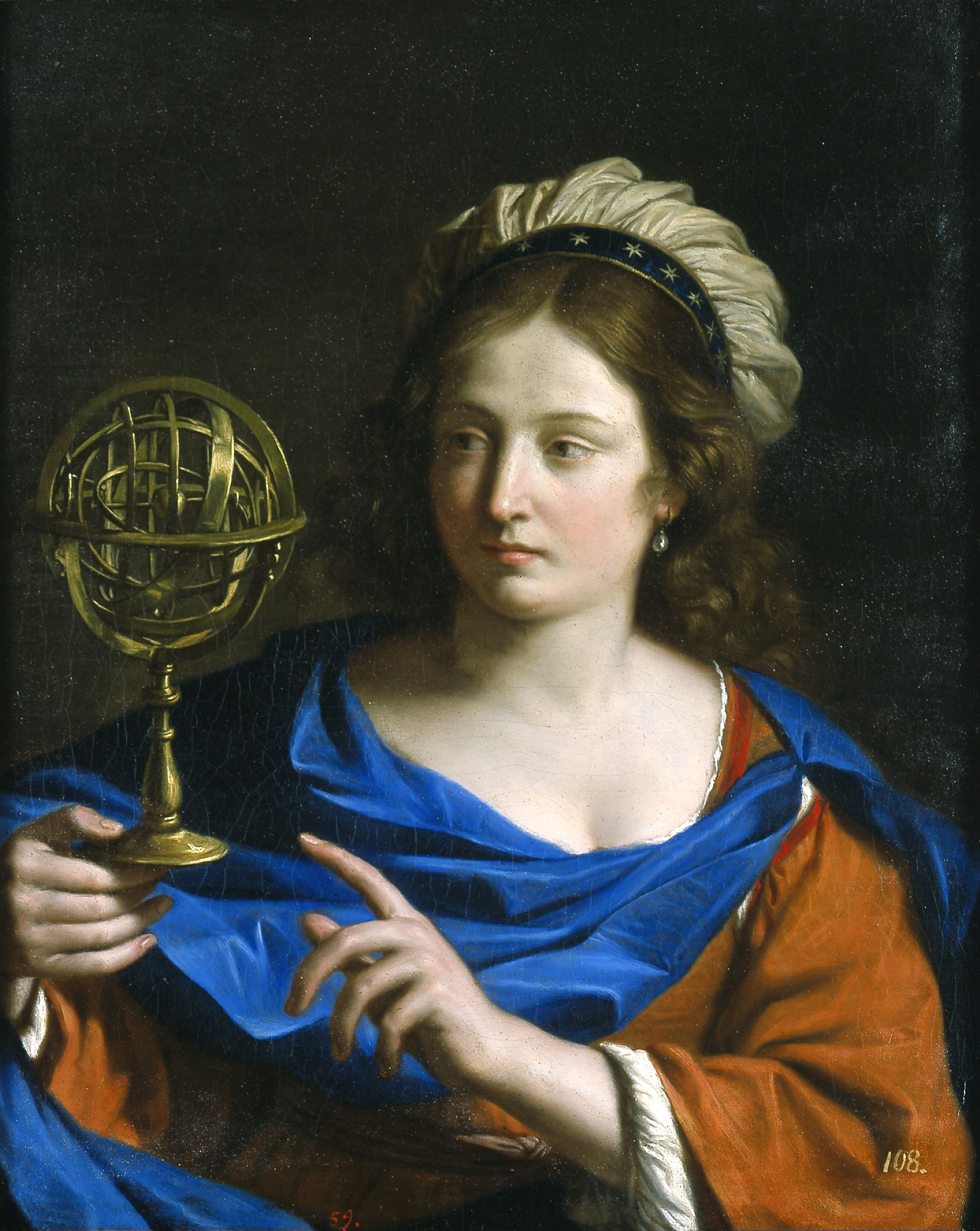
Personifikace Astrologie (Personification of Astrology), 1650–55
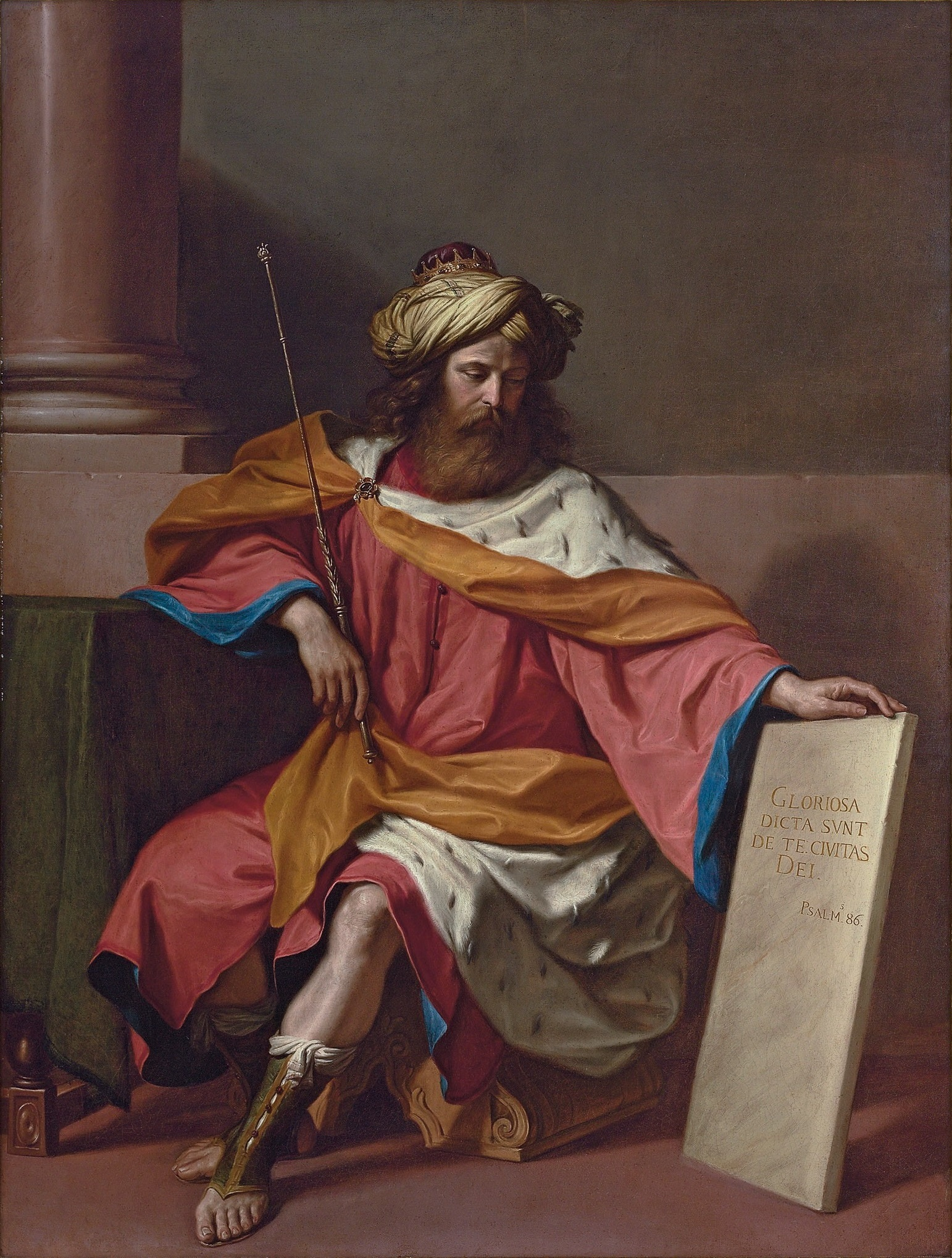
Král David (King David), asi 1768
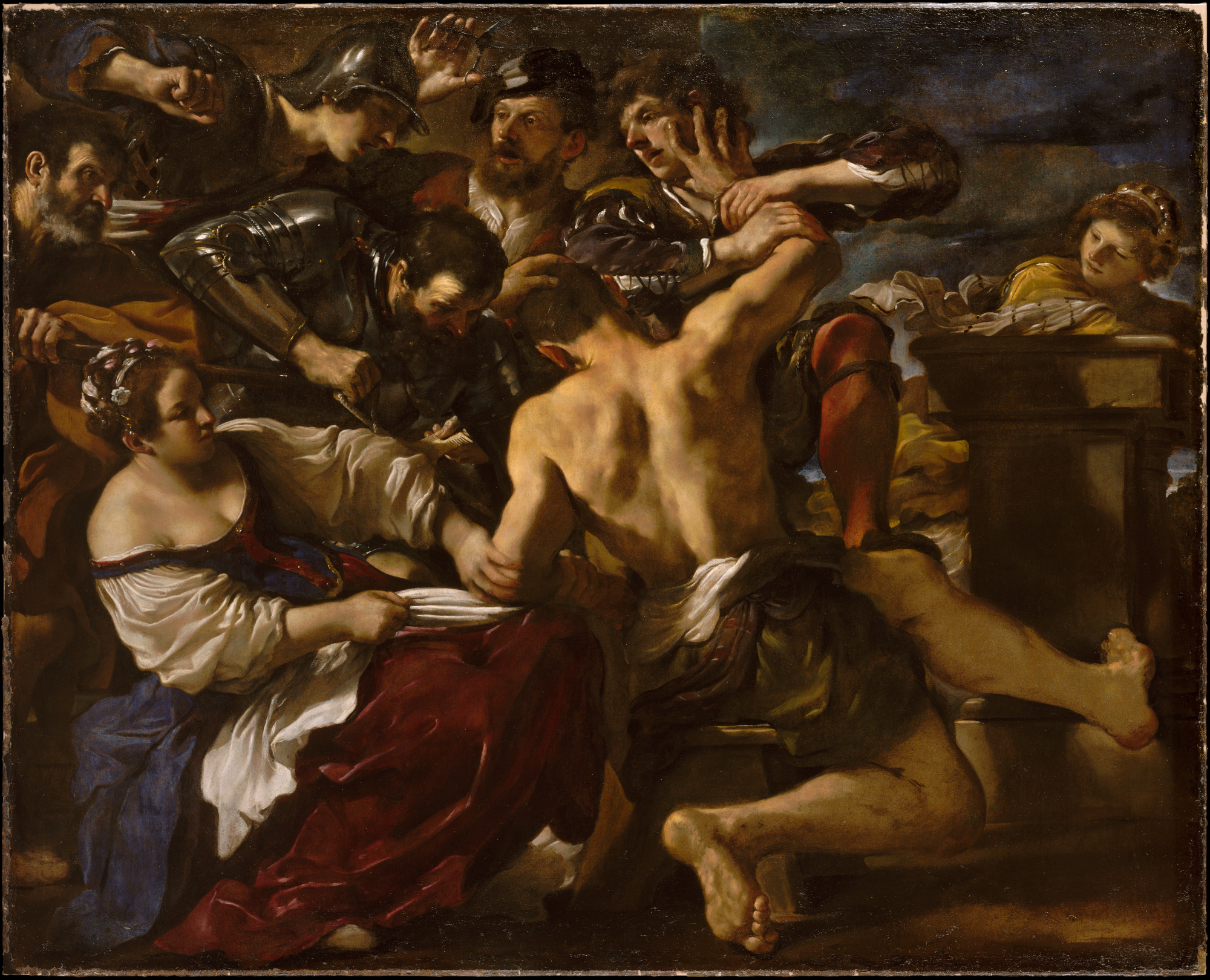
Samson chycený Filištínskými (Samson Captured by the Philistines), 1619
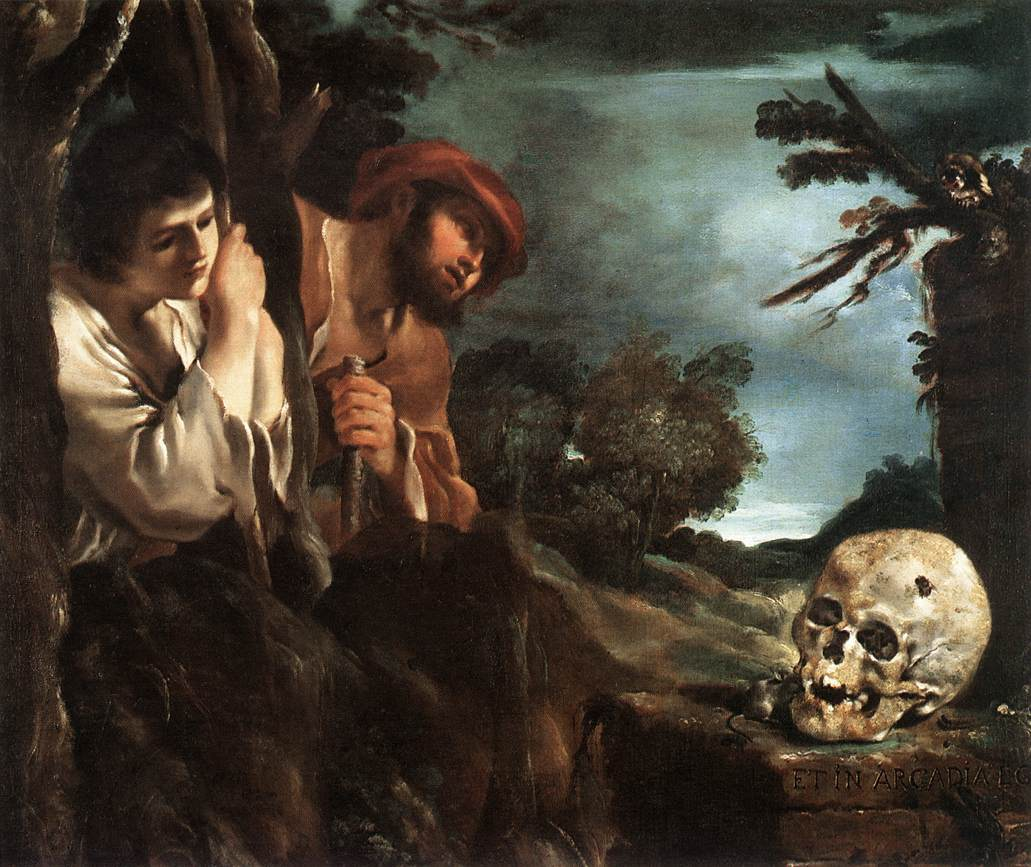
Pastýři z Arkádie, (Et in Arcadia Ego) 1618, typické rané dílo
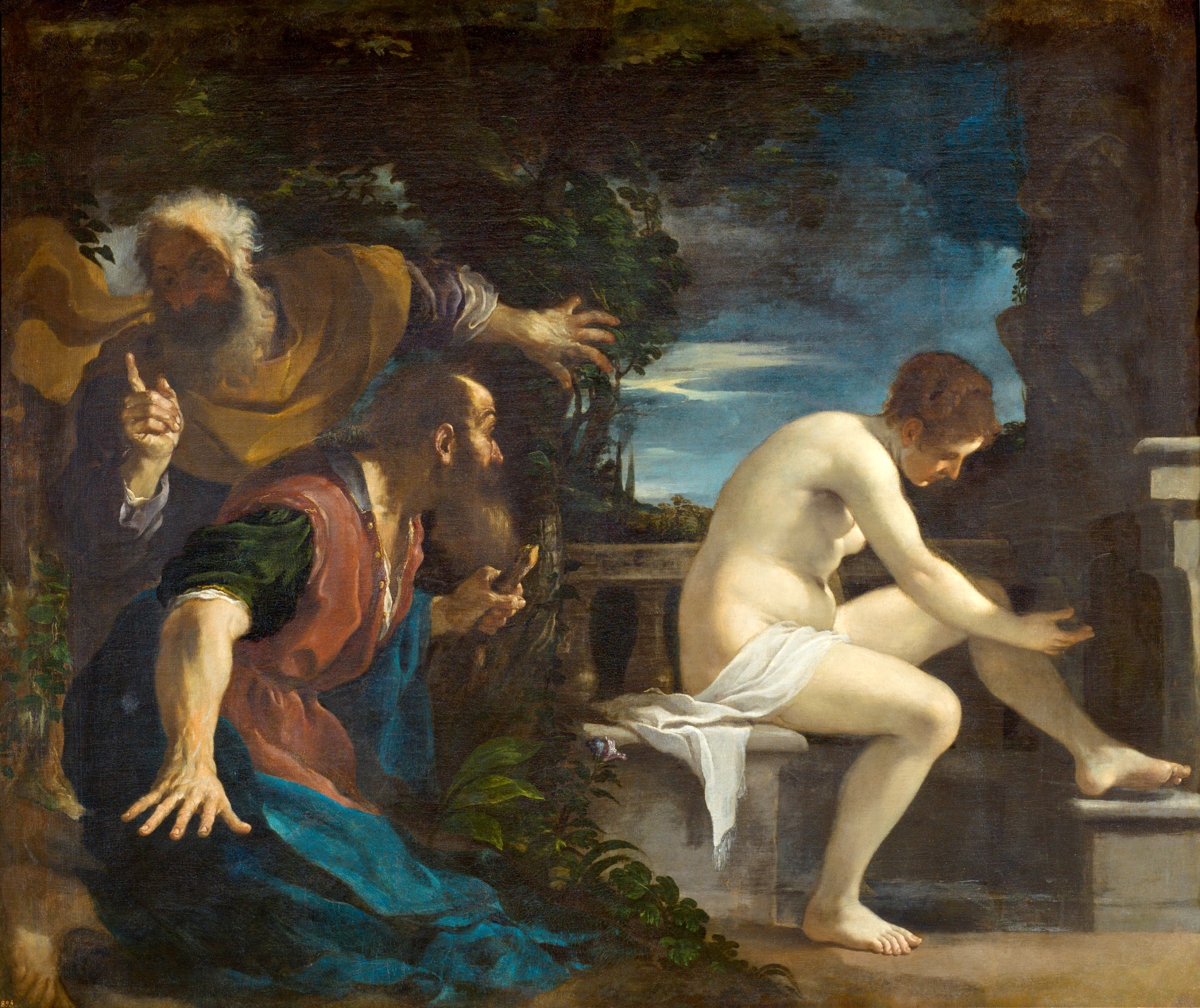
Zuzana a starci (Susanna vecchioni), 1618
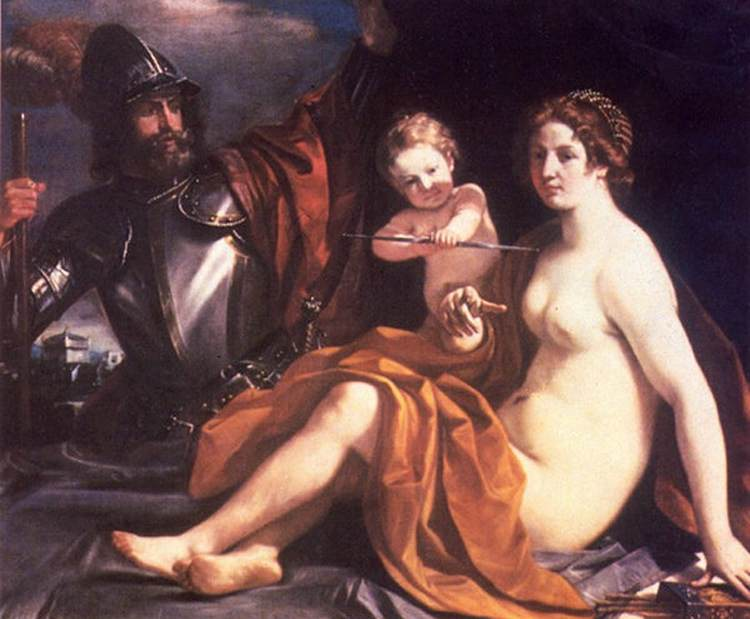
Venuše, Mars a kupido (Venus, Mars and Cupid)
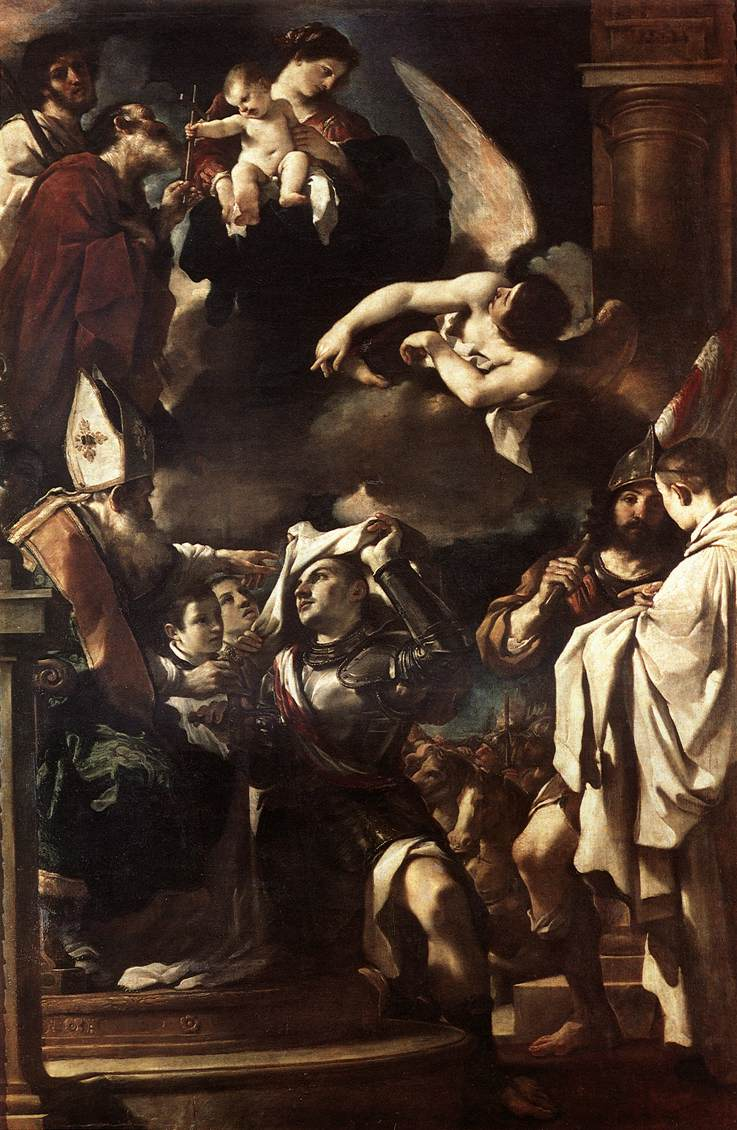
Svatý Vilém z Akvitánie přijímá mnišskou kutnu od sv. biskupa Felixe
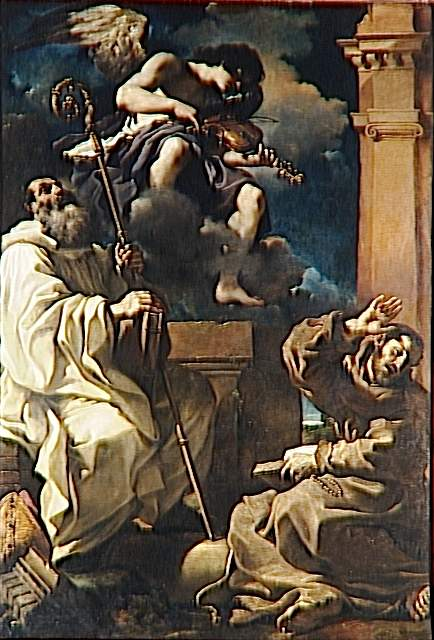
Extáze sv. Františka se sv. Benediktem a andělem

- Et in Arcadia Ego, 1618, olej na plátně, 1618, 82 cm × 91 cm, dva pastýři hledící na lebku, pod níž je nápis „Také jsem v Arkádii“; oblíbený renesanční motiv memento mori, připomínka lidské smrtelnosti.
- Zuzana a starci, 1617, olej na plátně, 175 cm × 207 cm. Zralé dílo z Guercinova raného období. Malířovo vynikající studie přírody ve hře světla a stínu na Zuzanině tváři a na hlavách starců a na ztvárnění krajiny; kontrast mezi půvabným a osvětleným tělem ženy a perspektivně zkrácenými gesty hrubých mužských postav.
- Venuše, Mars a kupido , 1620, olej na plátně, 139 cm × 161 cm. Obraz si objednal vévoda z Modeny. Mezi Guercinovými díly má jedinečné postavení. Ukazuje postavu Marta, boha války, s jeho manželkou, bohyní lásky, Venuší. Venuše učí svého synka Kupida střílet z luku. Kupido svým lukem míří na pozorovatele a hlavně objednatele – jeho erb je vidět na toulci.
- Svatý Vilém z Akvitánie přijímá mnišskou kutnu od sv. biskupa Felixe, 1620, olej na plátně, 345 cm × 231 cm; namalováno před odchodem do Říma namaloval Guercino tento oltářní obraz pro kostel San Gregorio v Bologni. Obraz je ukázkou jeho rané tvorby, pro kterou jsou charakteristické měkké a plynulé ztvárnění, teplý tónový kolorit, světelné efekty, rozrušující celistvost forem. Guercino zde užívá novátorský přístup, vedoucí k sjednocení a podmanivému slévání figur a prostoru. Guercino tak nabízí alternativu k plastické izolovanosti prvků v dílech raného baroka.
- Vysvobození svatého Petra – 1622,kolem 1622, olej na plátně,105 cm × 136 cm. Apoštolu Petrovi zajatému Herodovými vojáky se zjevuje anděl a přikazuje mu, aby se oblékl a následoval ho.
- Nevěřící Tomáš – 1621, olej na plátně, 115 cm × 142 cm, replika originálu. V biblické epizodě Kristus vyzval nevěřícího apoštola, aby se dotkl jeho ran. Prchavý okamžik malíř brilantně zachycuje detailem, jakým učedník klade svou ruku do Kristovy jizvy. Intenzitu výjevu podtrhuje vedení světla[2].